# H-I
El Cohete japonés H-l de tres etapas desarrollado a mediados de los años 1970 por la antigua agencia espacial japonesa (ISAS) y el Laboratorio Nacional Aeroespacial (NAL), y construido por Mitsubishi. La primera etapa se trataba en realidad de una versión del cohete Delta estadounidense, asistida por cohetes aceleradores de combustible sólido, construida bajo licencia. La segunda etapa era criogénica, íntegramente japonesa, al igual que la tercera, alimentada por combustible sólido.
En total se lanzaron 9 H-1, el primero el 12 de agosto de 1986 y el último el 11 de febrero de 1992, con una tasa de éxito del 100%.

## Especificaciones
- Carga máxima: 3200 kg a LEO (185 km), 1100 kg a una órbita de transferencia a GEO
- Empuje en el despegue: 2131,8 kN
- Masa total: 142.260 kg
- Diámetro del cuerpo principal: 2,44 m
- Longitud total: 42 m

## Lanzamientos
| Número de vuelo | Fecha (UTC)                     | Lanzador | Sitio de lanzamiento             | Carga útil         | Masa de carga útil | Órbita | Cliente | Resultado |
| --------------- | ------------------------------- | -------- | -------------------------------- | ------------------ | ------------------ | ------ | ------- | --------- |
| 15(F)           | 12 de agosto de 1986, 20:45     | H-I      | Complejo de lanzamiento de Osaki | EGP (Ajisai)       |                    | OTB    |         | Éxito     |
| 15(F)           | 9 SRMs, 2 etapas                |          |                                  |                    |                    |        |         |           |
| 17(F)           | 27 de agosto de 1987, 09:20     | H-I      | Complejo de lanzamiento de Osaki | ETS-5 (Kiku-5)     |                    | OTG    |         | Éxito     |
| 17(F)           | 9 SRMs, 3 etapas                |          |                                  |                    |                    |        |         |           |
| 18(F)           | 19 de febrero de 1988, 10:05    | H-I      | Complejo de lanzamiento de Osaki | CS-3A (Sakura-3A)  |                    | OTG    |         | Éxito     |
| 18(F)           | 9 SRMs, 3 etapas                |          |                                  |                    |                    |        |         |           |
| 19(F)           | 16 de septiembre de 1988, 09:59 | H-I      | Complejo de lanzamiento de Osaki | CS-3B (Sakura-3B)  |                    | OTG    |         | Éxito     |
| 19(F)           | 9 SRMs, 3 etapas                |          |                                  |                    |                    |        |         |           |
| 20(F)           | 5 de septiembre de 1989, 19:11  | H-I      | Complejo de lanzamiento de Osaki | GMS-4 (Himawari-4) |                    | OTG    |         | Éxito     |
| 20(F)           | 6 SRMs, 3 etapas                |          |                                  |                    |                    |        |         |           |
| 21(F)           | 7 de febrero de 1990, 01:33     | H-I      | Complejo de lanzamiento de Osaki | MOS-1B (Momo-1B)   |                    | OTB    |         | Éxito     |
| 21(F)           | 9 SRMs, 2 etapas                |          |                                  |                    |                    |        |         |           |
| 22(F)           | 28 de agosto de 1990, 09:05     | H-I      | Complejo de lanzamiento de Osaki | BS-3A (Yuri-3A)    |                    | OTG    |         | Éxito     |
| 22(F)           | 9 SRMs, 3 etapas                |          |                                  |                    |                    |        |         |           |
| 23(F)           | 25 de agosto de 1991, 08:40     | H-I      | Complejo de lanzamiento de Osaki | BS-3B (Yuri-3B)    |                    | OTG    |         | Éxito     |
| 23(F)           | 9 SRMs, 3 etapas                |          |                                  |                    |                    |        |         |           |
| 24(F)           | 11 de febrero de 1992, 01:50    | H-I      | Complejo de lanzamiento de Osaki | JERS-1 (FUYO-1)    |                    | OTB    |         | Éxito     |
| 24(F)           | 9 SRMs, 2 etapas                |          |                                  |                    |                    |        |         |           |

## Etapas

### Cohetes aceleradores
- Masa total: 4424 kg
- Masa en vacío: 695 kg
- Empuje (en el vacío): 258,915 kN
- Impulso específico (en el vacío): 262 s
- Impulso específico (nivel del mar): 232 s
- Tiempo de combustión: 37 s
- Diámetro: 0,79 m
- Longitud: 6,04 m
- Propelentes: combustible sólido
- Motor: TX-354-3

### Primera etapa
- Masa total: 85.800 kg
- Masa en vacío: 4400 kg
- Empuje (en el vacío): 866,710 kN
- Impulso específico (en el vacío): 290 s
- Impulso específico (nivel del mar): 253 s
- Tiempo de combustión: 270 s
- Diámetro: 2,44 m
- Longitud: 22,00 m
- Propelentes: LOX y queroseno
- Motor: MB-3-3

### Segunda etapa
- Masa total: 10.600 kg
- Masa en vacío: 1800 kg
- Empuje (en el vacío): 102,9 kN
- Impulso específico (en el vacío): 450 s
- Tiempo de combustión: 370 s
- Diámetro: 2,49 m
- Longitud: 10,32 m
- Propelentes: LOX y LH2
- Motor: LE-5

### Tercera etapa
- Masa total: 2200 kg
- Masa en vacío: 360 kg
- Empuje (en el vacío): 77,4 kN
- Impulso específico (en el vacío): 291 s
- Tiempo de combustión: 220 s
- Diámetro: 1,34 m
- Longitud: 2,34 m
- Propelentes: combustible sólido
- Motor: H-1-3